# The Skating Bug
The Skating Bug è un cortometraggio muto del 1911 diretto da Thomas H. Ince e interpretato da Mary Pickford. Prodotto dall'Independent Moving Pictures Co. of America (IMP), il film uscì nelle sale il 31 luglio 1911, distribuito dalla Motion Picture Distributors and Sales Company.

## Produzione
Il film fu prodotto dall'Independent Moving Pictures Co. of America (IMP).

## Distribuzione
Il film - un cortometraggio di 152 metri - uscì nelle sale il 31 luglio 1911, distribuito dalla Motion Picture Distributors and Sales Company. Nelle proiezioni, veniva programmato con il sistema dello split reel, accorpato in un'unica bobina con un altro cortometraggio prodotto dalla Independent Moving Pictures, il documentario The Bi-Centennial Celebration at Mobile, Ala.
Non si conoscono copie ancora esistenti della pellicola che viene considerata presumibilmente perduta.